# 가르 친링 첸드로
까르 치링짼뽀(མགར་ཁྲིང་འབྲིང་བཙན་བྲོད་, 생년 미상 ~ 699년)는 티베트의 옛 왕조인 토번(吐蕃)의 명장이며 가르(論, 喝爾) 가문 일족이다. 그는 토번의 전성기를 이끈 명재상 까르 동짼위슝(མགར་སྟོང་བཙན་ཡུལ་སྲུང༌།)의 둘째 아들이다. 아버지 동짼위슝이 667년에 사망한 후에 아버지의 군권을 이어받았다. 그 후 형인 까르 짼네돔부(མགར་བཙན་སྷ་ལྡོབ་བུ།)가 죽자 재상직까지 겸하게 되었다.

## 생애

### 대당전쟁

#### 대비천 전투
669년 당 고종(高宗)은 설인귀(薛仁貴)를 나살도행군총관(邏薩道行軍總管)으로 임명하고, 토번을 공격하게 했다. 가르친링은 토번군을 이끌고 칭하이호(靑海湖) 남쪽의 대비천(大非川)에서 맞서 싸워 당군을 궤멸시키고, 설인귀 등 주요 장수들을 사로잡았다. 가르친링은 포로가 된 당나라 장수들을 훈계하고 당나라에 돌려보냈는데 이 전투를 대비천 전투라고 한다. 설인귀는 귀국 후 대비천 전투에서의 패전 책임을 지고 한때 서인으로 강등되었다.
대비천에서의 패배로 서역에서의 당나라 위상은 실추되었고, 가르친링은 여세를 몰아 670년에 당나라가 장악하고 있는 서역을 공격했다. 그 결과 당나라 안서도호부(安西都護府)에 속한 중요한 4개 도시인 안서사진(安西四鎭), 즉 카라샤르(焉耆)ㆍ쿠차(龜玆)ㆍ호탄(于闐)ㆍ카슈가르(疏勒)등의 주요 도시들이 토번의 영토가 되어 서역이 토번의 지배하에 놓이게 되었다.

#### 승풍령 전투
토번이 날로 강성해지는 것을 두려워하던 당나라는 678년 중서령(中書令) 이경현(李敬玄)을 제군대총관(諸軍大總管)으로 삼고 공부상서(工部尚書) 유심례(劉審禮)와 함께 18만 대군을 이끌고 티베트를 침공하게 했다. 가르친링은 역시 청해호 부근 지역인 승풍령(承風嶺)에서 뛰어난 지휘로 대승을 거두고 유심례를 사로잡았다.
그러나 당시 당군에 종군하던 백제 출신 장수인 흑치상지(黑齒常之)가 결사대 500명을 이끌고 토번군 진영을 습격하는 바람에 가르친링은 이경현을 비롯한 일부 당군을 놓치고 말았다. 그러나 승풍령에서의 대승으로 인해 오늘날의 칭하이성 지역이 완전히 토번 영토로 굳어졌고, 이 전투를 승풍령 전투라 한다. 685년 가르통첸의 다섯 아들 중의 맏형이자 재상인 가르친네가 죽자 그 자리를 물려받아 재상을 겸하게 되었다.

#### 인식가 전투
689년, 당의 무측천(武則天)이 고종의 상이 끝나자 문창우상 위대가(韋待價)를 안식도대총관으로 임명하고, 안서대도호 염온고(閻溫古)를 부총관에 임명하여 10만가량의 병력을 이끌고 토번(吐蕃)이 장악한 안서사진(安西四鎭)을 치게 하였다. 그에 맞서 가르친링(論欽陵)은 군을 이끌고 인식가(寅識迦)강으로 이동하여 당군과 대치하였다. 겨울철의 추위를 이용하여 당군이 인식가 강에서 행군하지 못하고 있을 때 폭설이 내리자, 가르친링은 강을 건너 당군을 습격하였다. 결국 당군은 추위로 인해 이러지도 저러지도 못한 채 강의 지리를 이용한 가르친링의 대대적인 공격을 받았고 당나라군은 대패하였다. 거기에다 퇴각하는 도중 폭설을 만나 많은 당군이 얼어죽었다. 무측천은 이 패전에 매우 노하여 위대가를 수주(지금의 광서 계평현 남쪽)로 유배시키고 염온고는 참수했다.

#### 소라한산 전투
당나라는 692년 서역의 지배권을 되찾기 위해 왕효걸(王孝傑)을 좌무위대장군으로 복직시켜 돌궐군과 더불어 정예부대인 안서사진(安西四鎭)으로 진격하게 하였다. 이에 가르친링(論欽陵)의 아우 가르다고리(喝爾悉多干)가 도덕령에서 당군에 맞섰으나, 패배하였다. 그 후로 당나라는 안서사진(安西四鎭)중 3개의 진을 점령하고 가르다고리(喝爾悉多干)가 이끄는 토번을 연패시켰으며, 토번군이 마지막 안서사진(安西四鎭)인 소륵에서 6~10만 군대를 잃는 대참패를 하여 당이 안서사진을 차지하고 서역에 안서도호부(安西都護府)를 부활시켰다. 이 소식을 들은 가르친링이 서돌궐 부흥군에 도움을 청해 서돌궐의 아사나뇌자(阿史那子)가 10만의 대군을 이끌고 냉천과 대령을 침공했으나, 왕효걸(王孝傑)이 5만 군을 이끌고와 이들을 크게 격파시켜 6만명을 참하는등 돌궐의 토번지원군이 궤멸하여 토번을 지원할 세력이 사라졌다.
그러나 695년 가르친링(論欽陵)이 3만의 군사를 일으켜 당의 임조를 공격해 당군을 격파하자, 당은 왕효걸로 하여금 다시 토번을 공격하게 했다. 이에 가르친링이 군대를 총집결 하였으나 가르다고리의 패전으로 인해 모을 수 있는 군사는 3~5만이 전부였다. 695년 7월 양방이 치열한 전투를 벌였으나 토번군이 무너지지 않자 무측천은 696년 1월 누사덕에게 군대를 증원하여 보내었다. 696년 3월 마침내 양군이 소라한산(素羅汗山)에서 대대적인 혈전을 벌여, 당군은 거의 전멸하다시피 하였으며, 왕효걸과 조인사도 목숨만 부지한 채 돌아가 평민으로 강등되었다. 이 전투로 인해 당의 군사력은 급격하게 약화되었으며, 토번에 보낸 국서에 토번을 '서쪽정부'라고 칭할 정도로 위세가 실추되었다. 이는 가르친링이 자결하기 전까지 계속되었다.

### 실각과 죽음
토번은 가르친링의 연이은 대활약으로 전례없이 강성해졌다. 특히 가르 가문은 아버지 가르통첸과 아들 가르친링의 공으로 막강한 영향력을 지니게 되었다. 그는 676년 34대 쩬뽀(첸포 : 토번 군주의 호칭) 망송망첸이 죽자 6살의 치둑송첸을 왕위에 세웠는데, 699년 나이가 든 치둑송첸은 가르 가문을 왕권 강화에 방해되는 걸림돌로 여겨 반역죄를 뒤집어씌우고, 가르 일족들을 대대적으로 숙청했다.
그러자 가르친링은 치둑송첸에 대항하지 않고 토번을 위해선 자신이 죽는게 최선이라 생각하여 동생 가르첸바(喝爾贊婆, 論贊婆)와 아들 가르궁린(喝爾弓仁, 論弓仁)을 당나라에 보내 항복하도록 하고 자신은 청해호 근처에서 자결했다. 가르친네와 가르첸바 외에도 다른 형제로 가르타구(喝爾悉多干), 가르브론(喝爾勃論)이 둘의 동생이 있지만 그 두명의 행적에 대해서는 알려진 것이 거의 없다. 아마도 활동을 거의 하지 못하고 치두쏭찬 숙청 아래에서 죽었을 것으로 보인다.

## 사후
가르 가문의 인물 중에 살아남은 이로는 가르니살(論彌薩)이 있는데, 외교에 특출나 치두쏭찬의 총애를 받아 살아남은 것으로 보인다. 가르친링이 죽은 후, 당과 토번의 관계는 다시 당의 우세로 돌아섰으며, 가르궁린은 당나라의 장수가 되어서 토번과의 전투에서 대승을 거두는 명장이 된다.